# Даннескиольд-Левендаль, Франсуа Ксавье Жозеф
Франсуа Ксавье Жозеф граф Даннескиольд-Левендаль (дат. François Xavier Joseph greve Danneskiold-Løvendal; 1742—1808) — французский и датский военный и дипломат, посол Дании в Российской империи в 1801-1803 годах.

## Биография
Родился 28 декабря 1742 года в Ревеле в семье датского барона и имперского графа на русской службе, будущего французского маршала, Ульриха Фридриха Вольдемара Левендаля и его второй жены Барбары Магдалены, урождённой графини Шембек.
В возрасте почти в 2 лет он приехал во Францию. В 1747 году он был произведён в капитаны и назначен командиром роты в полку своего отца. После смерти отца в 1755 году унаследовал полк, был его командиром до расформирования полка в 1760 году.
В 1759–1763 годах он участвовал в Семилетней войне в качестве адъютанта мужа своей сестры Елизаветы Марии Констанцы, впоследствии генерал-лейтенанта Ланселота Турпена графа де Криссе и де Санзе (1716–1793).
3 января 1770 года произведён в бригадиры. В этом звании участвовал в войне за независимость США. За отличие был назначен командующим Гваделупой, а в 1779 году произведён в лагерные маршалы.
4 августа 1786 года Франсуа Левендаль, который по праву рождения имел титулы барона королевства Дания и рейхсграфа, был возведён в графское достоинство королевства Дания с титулом графа Даннескиольд-Левендаль.
Не приняв Французскую революцию эмигрировал, был командиром в армии принца Конде. В 1795 году он поступил на датскую службу, в январе 1798 года был произведён в генерал-майоры.
В 1801 году был награждён орденом Данеброг, и назначен чрезвычайным и полномочным посланником в Санкт-Петербурге, в 1803 году переведён в той же ложности в Гаагу, где скончался 20 сентября 1808 года.
По воспоминаниям современников он был величественным представителем знати старого режима, но никудышным дипломатом.

## Награды
- Орден Данеброг (1801, Hvid ridder, королевство Дания)

## Семья
3 февраля 1772 года он женился на Шарлотте Маргарите Елизабете де Бурбон-Шароле (1754–1838), узаконенной дочери Шарля де Бурбона, графа де Шароле (1700-1760). В браке родился сын:
- Карл Вальдемар Даннескиольд-Левендаль[дат.] (1773—1829) — французский и датский офицер.